# Mundat jezik
Mundat jezik (ISO 639-3: mmf), afrazijski jezik kojim govori oko 1 000 ljudi (1998 SIL) u nigerijskoj državi Plateau u LGA Bokkos, selo Mundat.
Mundat je srodan jezicima sha [scw] i duhwa [kbz] s kojima pripada zapadnočadskoj skupini, užoj skupini A.4. ron-fyer, i podskupini pravih ron jezika.

## Vanjske poveznice
- Ethnologue (14th)
- Ethnologue (15th)